# Palmetto (Florida)
Palmetto is een plaats (city) in de Amerikaanse staat Florida, en valt bestuurlijk gezien onder Manatee County.

## Demografie
Bij de volkstelling in 2000 werd het aantal inwoners vastgesteld op 12.571.
In 2006 is het aantal inwoners door het United States Census Bureau geschat op 14.002, een stijging van 1431 (11,4%).

## Geografie
Volgens het United States Census Bureau beslaat de plaats een oppervlakte van
11,5 km², waarvan 11,2 km² land en 0,3 km² water. Palmetto ligt op ongeveer 11 m boven zeeniveau.

## Plaatsen in de nabije omgeving
Nabijgelegen woonplaatsen:
- Bradenton
- Ellenton
- Memphis
- Samoset
- South Bradenton
- West Bradenton
- West Samoset